# M. Jacqui Alexander

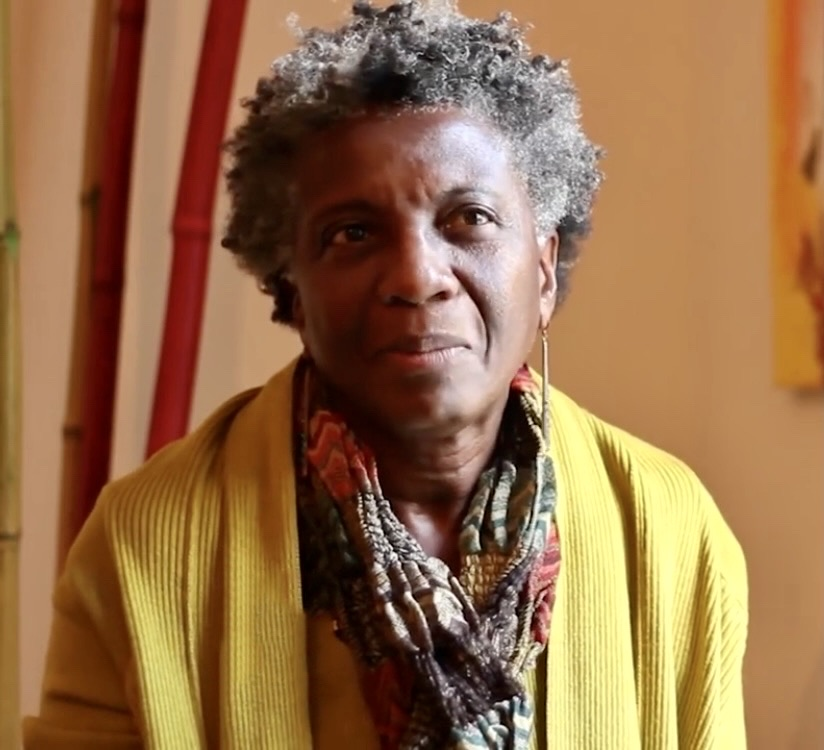
Alexander en 2016

M. Jacqui Alexander est écrivaine, enseignante et activiste canadienne. Elle est à la fois professeure émérite au département des études sur les femmes et le genre de l'Université de Toronto ainsi que créatrice et directrice du Centre Tobago « pour l'étude et la pratique de la spiritualité autochtone ». Jacqui Alexander est une passionnée des « anciens systèmes spirituels africains (diasporiques) de l'Orisa/Ifá, et une étudiante en yoga et en méditation Vipassana ». Elle a reçu des enseignements sur cette pratique méditative au Nigéria, en République du Congo en Inde, en Haïti, à Trinité-et-Tobago et à New York. Les thèmes de son travail ont abordé une gamme de sujets de justice sociale allant des effets de l'impérialisme, du colonialisme et de l'esclavage, avec une attention particulière accordée aux « récits pathologisants » autour de l'homosexualité, du genre et du nationalisme. Les domaines d'intérêt académiques d'Alexander comprennent spécifiquement : les cosmologies de la diaspora africaine, les pratiques spirituelles de la diaspora africaine, les études caribéennes, le genre et le sacré, l'hétérosexualisation et la formation de l'État, le féminisme transnational.
S'inspirant des mouvements anticoloniaux, féministes, de femmes de couleur et queer à l'échelle mondiale, les travaux d'Alexander ont porté sur le caractère fondamental de l'(hétéro)sexualité dans le « projet de construction nationale », sur l'importance pédagogique de l'enseignement pour la justice, sur la nécessité d'une interdisciplinarité critique et sur les dimensions sacrées de l'expérience des femmes.

## Histoire et carrière
Alexander a grandi à Trinité-et-Tobago à une époque de troubles politiques (vers 1960-70) marquée par les manifestations du « Black Power »  et la formation politique de mouvements nationalistes. Elle considère que sa génération fut celle des « premiers enfants noirs à bénéficier d'une éducation nationaliste ».
En 1997, Alexander enseignait au Lang College, où elle enseignait les études de genre. Elle s'est vu refuser la titularisation et a ainsi suscité un mouvement d'étudiants et de professeurs appelé « Mobilisation pour une diversité réelle, la démocratie et la justice économique »  en raison de sa popularité comme professeur, mais aussi en raison de discriminations. Le refus de lui accorder sa titularisation s'est transformé en une grève de la faim au Lang College, qui a duré 19 jours. Les étudiants qui ont manifesté étaient composés d'étudiants de nombreuses origines ethniques ainsi que de la communauté LGBTQI.
De 1998 à 2002, Alexander a été présidente de la chaire Wangari Maathai du département d'études sur les femmes et le genre au Connecticut College, à New London, Connecticut. Durant ses études au Connecticut College, Alexander a organisé une série de conférences et d'événements sur le campus, attirant des universitaires féministes multiraciaux, dont Angela Davis, Chrystos, Dionne Brand, Cherrí Moraga, Sonia Sanchez, Adrienne Rich, Mitsuye Yamada, et bien d'autres.
En 2007, Alexander a séjourné au Spelman College à Atlanta. Ce projet a été financé par le Conseil des sciences humaines du Canada (CRSH). Le projet, qui comprenait des cours tels que Migrations du sacré : pratiques spirituelles genrées à l'ère de la mondialisation et Femmes autochtones, noires et immigrantes au pays du dollar, était un moyen de « suivre les effets de la mondialisation et des déplacements sur les communautés spirituelles des femmes autochtones, africaines et de descendance africaine, et d'examiner les technologies spirituelles qu'elles utilisaient pour se guérir et guérir leurs communautés face à tout cela ».
En 2013, une série d'événements dédiés à l'héritage d'Audre Lorde a été organisée par le programme de formation à la pratique des arts communautaires (CAP) et la Faculté des études environnementales de l'Université York, en collaboration avec les études sur les femmes et le genre de l'Université de Toronto, lieu de travail d'Alexander. Le début de la série d'événements a débuté par une conférence d'Alexander intitulée « Médecines pour notre survie : savoirs autochtones et sacré ».
Alexander est également membre du projet de recherche sur l'avenir des minorités de l'Université Cornell 
Elle est actuellement professeure émérite à l’Université de Toronto au département des études sur les femmes et le genre.

## Le Centre Trinidadien
Le Centre Trinidadien pour l'étude et la pratique de la spiritualité autochtone se trouve sur un terrain du mont St. George à Trinité-et-Tobago qui borde la réserve forestière de Main Ridge. La réserve est protégée depuis 1765, c'est donc la plus ancienne de l'hémisphère occidental. Le centre s'efforce d'intégrer les pratiques et les peuples autochtones qui sont « enracinés dans le sol et les énergies des premières communautés amérindiennes, ainsi que les pratiques qui sont indigènes à l'Afrique et à l'Inde et qui ont été transposées et façonnées par les conditions locales découlant initialement de l'esclavage et du travail sous contrat ».
Certaines des activités réalisées au Centre Trinidadien sont les suivantes :
- « Dévotion quotidienne, méditation et yoga avec des possibilités d'étude et de réflexion prolongées et intensives ;
- Programmes éducatifs qui incluent l’étude interculturelle de textes sacrés, accompagnée de résidences locales et internationales ;
- Divers rassemblements cycliques cérémoniels et spirituels à caractère communautaire, local et régional ;
- « Cultiver durablement les plantes alimentaires et médicinales pour nous enraciner dans la Terre et apprendre à nous soigner nous-mêmes et soigner nos communautés »[11].

## Travaux
Ses publications comprennent Les généalogies féministes, l'héritage colonial, l'avenir des démocracies (co-édité avec Chandra Talpade Mohanty ) ; chante, chuchotte, crie, prie ! Visions féministes pour un monde juste (co-édité avec Lisa Albrecht, Sharon Day et Mab Segrest ) ; et Pédagogies du croisement : méditations sur le féminisme, la politique sexuelle, la mémoire et le sacré  ainsi que de nombreux articles comme « Tout corps ne peut pas être citoyen : la politique du droit, de la sexualité et de la post-colonialité à Trinité-et-Tobago et aux Bahamas » publié en 1994 dans la Revue féministe. 
Sa publication la plus récente, Pédagogies de la traversée : Méditations sur le féminisme, la politique sexuelle, la mémoire et le sacré, a suscité une attention transnationale.

### Tout corps ne peut pas être citoyen
En 1994, Alexander a publié l'article « Tout corps ne peut pas être citoyen : la politique du droit, de la sexualité et de la post-colonialité à Trinité-et-Tobago et aux Bahamas » pour Feminist Review.

#### Résumé de l'article
M. Jaqui Alexander utilise la législation adoptée dans les années 90 pour illustrer la manière dont la pensée colonialiste et impérialiste a été mise en œuvre dans les Caraïbes afin de promouvoir les institutions de l'hétéronomie patriarcale dans ces îles financièrement vulnérables. Ces textes législatifs, à savoir la loi sur les délits sexuels et les politiques d'ajustement structurel, bien qu'exécutés avec de bonnes intentions, ne servent qu'à promouvoir la fétichisation et la marchandisation de la culture caribéenne et des corps noirs qui y résident.
Au moment où Alexander écrit cet article, Trinité-et-Tobago traverse une crise financière, ce qui oblige la nation insulaire à se tourner vers le FMI et la Banque mondiale pour les aider à sortir de la dette qu'elle avait accumulée tout au long de la crise financière. De ce fait, le FMI et la Banque mondiale ont eu la possibilité d’imposer à l'île des politiques d’ajustement structurel à grande échelle et de percevoir des intérêts considérables. Cet événement et son résultat sont évoqués dans le journal d'Alexander. Cette mention est divisée en cinq sections qui abordent diverses questions que Jacqui Alexander fait émerger et qui concernent « la politique du droit, de la sexualité et de la postcolonialité » au sein de la nation insulaire.

#### Naturaliser l'hétérosexualité
Cette section aborde la façon dont la loi sur les délits sexuels, promulguée en 1986, n’a pas réussi à promouvoir le féminisme comme elle était censée le faire. Alors que la loi s'efforçait de protéger les femmes victimes de violences conjugales, non seulement elle ne qualifiait pas explicitement les actes de viol, mais elle ne protégeait pas non plus les femmes qui ne possédaient pas de biens matériels ; celles qui ne bénéficiaient pas d'avantages économiques n'étaient pas considérées comme méritant les mêmes protections que les autres. Parallèlement à cet échec, la loi sur les délits sexuels a introduit une loi sur la sodomie dans la nation insulaire, confondant de fait l’hétérosexualité violente (viol et agression violente) avec les relations homosexuelles consensuelles à travers le prisme de la criminalité, et servant également à naturaliser l’hétérosexualité en considérant toute pratique sexuelle alternative (non procréative) comme « contre nature » et « perverse ». L'hétérosexualité était considérée comme économiquement rentable alors que tous les actes sexuels non procréatifs, ceux que le pouvoir colonial considérait comme pratiqués par les couples de même sexe et les criminels (prostituées et pervers), étaient vus comme économiquement peu rentables et allant à l'encontre des idéaux hétérosexuels reconnus.

#### Le nationalisme d'État et la respectabilité, la masculinité noire arrivent au pouvoir en 1962, 1972
M. Jaqui Alexander utilise cette section pour aborder la manière dont le régime colonial a naturalisé la blancheur à travers la racialisation et la sexualisation simultanées des corps noirs. Les idées coloniales nationalistes ont rendu nécessaire le modèle de la famille nucléaire qui repose sur une stricte binarité des sexes et a importé ces structures familiales strictes dans les Caraïbes par le biais de l'impérialisme, inculquant ainsi la notion de moralité à la classe moyenne noire naissante. Après la domination coloniale, la masculinité noire a été forcée de faire ses preuves à travers la surveillance des corps sexualisés et a conduit à ce qui était considéré comme des hommes noirs trop agressifs tentant de revendiquer la place de chef de famille.

#### Frontières (inter)nationales et stratégies de légitimation
Alexander note ici les effets de la crise financière à travers la façon dont les ajustements structurels, qui étaient censés privatiser le marché et réduire le secteur public afin de réduire la dette extérieure en dehors du FMI et de la Banque mondiale, ont effectivement poussé une plus grande partie de la population dans la pauvreté et donc forcé davantage de femmes à entrer sur le marché du travail pour ajouter des revenus à leur ménage. De plus, les difficultés que doivent affronter les hommes pour préserver leur famille de la pauvreté ont donné naissance à un nombre croissant de ménages dirigés par des femmes. Ce résultat est abordé dans la section quatre, Nationalisme d’État, mondialisation et privatisation, où l’effet de l’accession des femmes à des responsabilités publiques a ajouté de l’huile sur le feu. En effet, la manière dont l'État légifère contre le corps des femmes tout en s'appuyant sur la sexualisation de leurs corps pour une« économie politique du désir » (en fait un gain économique) a alimenté la fétichisation de la culture caribéenne par le biais du tourisme culturel. La « culture caribéenne » est devenue une marchandise que l'on peut acheter et exhiber.

#### Mobiliser l'hétérosexualité
Jacqui Alexander utilise cette dernière section pour établir la corrélation entre l'hétérosexualité monogame, la nation et la citoyenneté. Elle invite les mouvements féministes à analyser le patriarcat non seulement en termes de genre (masculinisation) mais aussi en termes de sexualité (hétérosexualisation). Elle souligne également le fait que le patriarcat ne peut être démantelé et décolonisé sans aborder la manière dont certains corps ont été « idéologiquement démembrés ». Par le biais de discours législatifs, religieux et économiques, le corps a été intrinsèquement racialisé et sexualisé dans l'intérêt du patriarcat.